# La Jeune Garde (roman)
La Jeune Garde (en russe Молодая гвардия) est un roman de l'écrivain soviétique Alexandre Fadeïev publié en 1946. Il est consacré à l’organisation de résistance durant l'occupation allemande par les jeunes de la ville de Krasnodon, en Ukraine en 1942-1943,,. 

## Résumé
Lors de l'occupation de l'Ukraine par l'armée allemande en 1942, une organisation clandestine de résistance, Jeune Garde, est créée à Krasnodon à l'initiative de jeunes habitants : Oleg Kochevoï, seize ans, Serge Tioulenine, dix-sept ans et Ivan Zemnoukhov, dix-neuf ans. Les membres du groupe résistent activement, renseignant la population de la situation militaire, se livrant à des actes de sabotage, récoltant des armes.

## Éditions
Le roman est publié en 1945 et, bien qu'ayant obtenu le prix Staline en 1946 et ait été adapté pour le théâtre et le cinéma, il est critiqué dans la Pravda en 1947 pour n'avoir pas assez insisté sur le rôle du parti.
Une nouvelle version du roman est publiée en 1951,, Fadeïev se pliant au standard de la doctrine littéraire soviétique,,.